# Nacionalisme gallec

Estreleira, bandera nacionalista gallega.

El nacionalisme gallec és un corrent eminentment social, amb dimensions cultural i política, que proposa el reconeixement de Galícia com nació.

## Ideologia

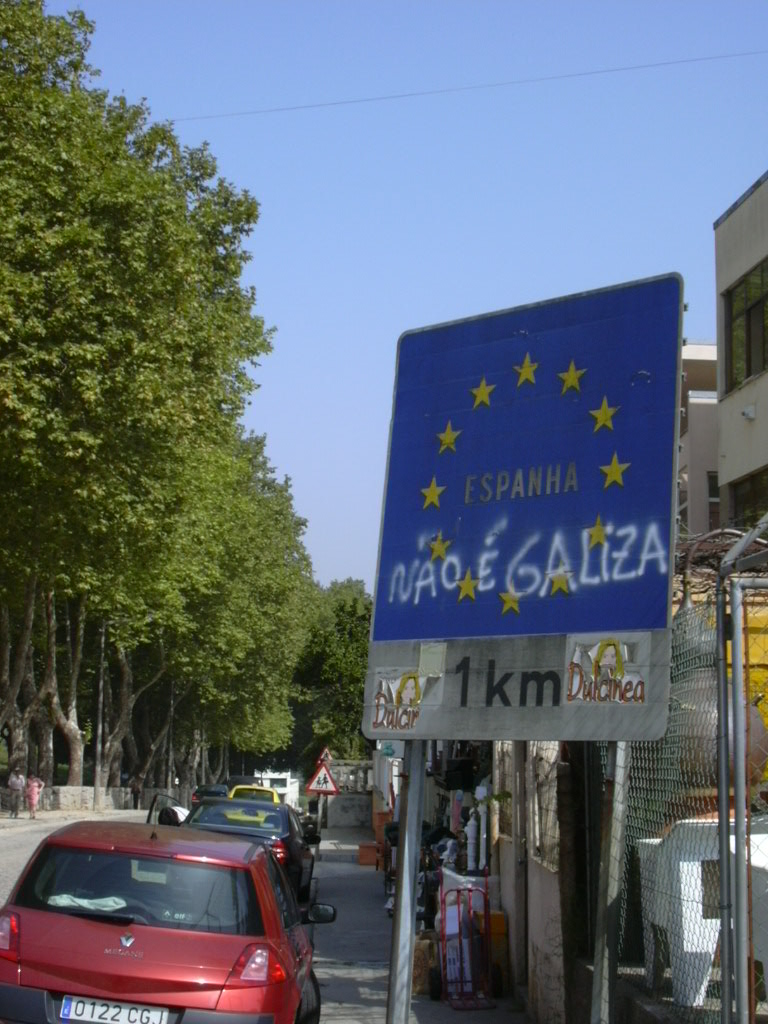
Senyal fronterer en la ciutat portuguesa de Valença do Minho amb la pintada (Espanha)- não é Galiza. ((Espanya)- no és Galícia)

Dins del nacionalisme gallec es poden trobar dos corrents ideològics principals: 
- Un, el majoritari, que advoca per una àmplia autonomia, o per la transformació d'Espanya en un estat federal o confederal.
- L'altre, el de l'esquerra independentista, que aposta per la ruptura amb l'Estat espanyol i amb el model de societat capitalista.

Aquests dos corrents, no obstant això, tenen punts en comú com són la defensa de la llengua (defensant alguns el reintegracionisme) i cultura gallega, el reconeixement de Galícia com nació i la defensa de la integració dels ajuntaments dels municipis gallegoparlants d'Astúries i Castella i Lleó a Galícia. Per altra banda cal ressaltar el fet que a Galícia predomina el nacionalisme d'esquerres, des de posicions que van des de l'esquerra radical (Primeira Linha) fins a posicions moderades de centreesquerra (BNG).

## Història
El naixement del nacionalisme gallec es dona amb les Irmandades da Fala, però abans diversos moviments que constitueixen els precedents del nacionalisme pròpiament dit.

### Evolució històrica de Galícia
Durant l'edat mitjana, Galícia va conèixer un breu període d'autonomia com a regne independent, però va tornar aviat al si del regne de Lleó i posteriorment al Regne de Castella a conseqüència de la política de casaments que desmembrà i va tornar a unir la península durant el segle xi fins al XIV. La insostenible situació de la pagesia va desembocar en les Regirades Irmandiñas, revolució de caràcter popular sufocada violentament i sense contemplacions pels Reis Catòlics.
Els anys foscs de Galícia van començar i el gallec va sobreviure en els llogarets, mentre les classes altes i la burgesia van adoptar, majoritàriament, el castellà com a element diferenciador social.

### Precursors
Dins dels precursors es poden assenyalar tres moviments:

#### El provincialisme

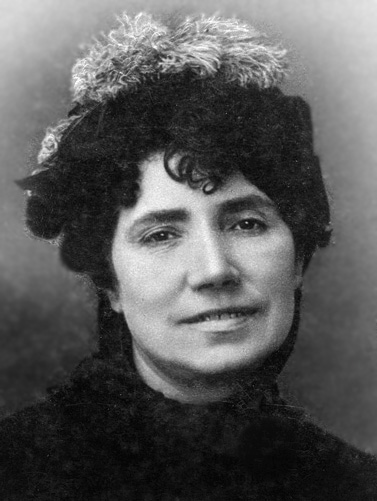
Rosalía de Castro inicià el Rexurdimento pròpiament dit

El provincialisme va néixer el 1840 per a defensar la integritat del territori de Galícia. Aquesta integritat es veia amenaçada per culpa d'un projecte de divisió d'Espanya en províncies que s'havia començat a elaborar després de la mort de Ferran VII. Els provincialistes volien que Galícia constituís una sola província i que no fos dividida en les quatre que avui existeixen.
Hi ha dues etapes en el moviment provincialista: una que va de 1840 a 1846 i una altra que va de 1854 a 1865. La primera etapa es caracteritza per ser un període molt actiu cultural i políticament. És en aquest període quan els provincialistes se sumen al pronunciament del comandant Miguel Solís contra Ramón María de Narváez, que acabarà amb l'afusellament dels Màrtirs de Carral. El segon provincialisme és bàsicament cultural, i és amb aquest quan es produeix el Rexurdimento literari de Galícia.

#### El federalisme
A partir de 1865, i fins i tot 1875, es desenvolupa el federalisme gallec, que aconseguiria el seu cim amb la Primera República Espanyola. Els federalistes propugnaven que Galícia es constituís com un cantó dintre de l'Estat espanyol i que fos regida per la seva pròpia constitució cantonal. Aquesta etapa, no obstant això no és massa important i no va perviure de cap manera.

#### ElRexionalismo

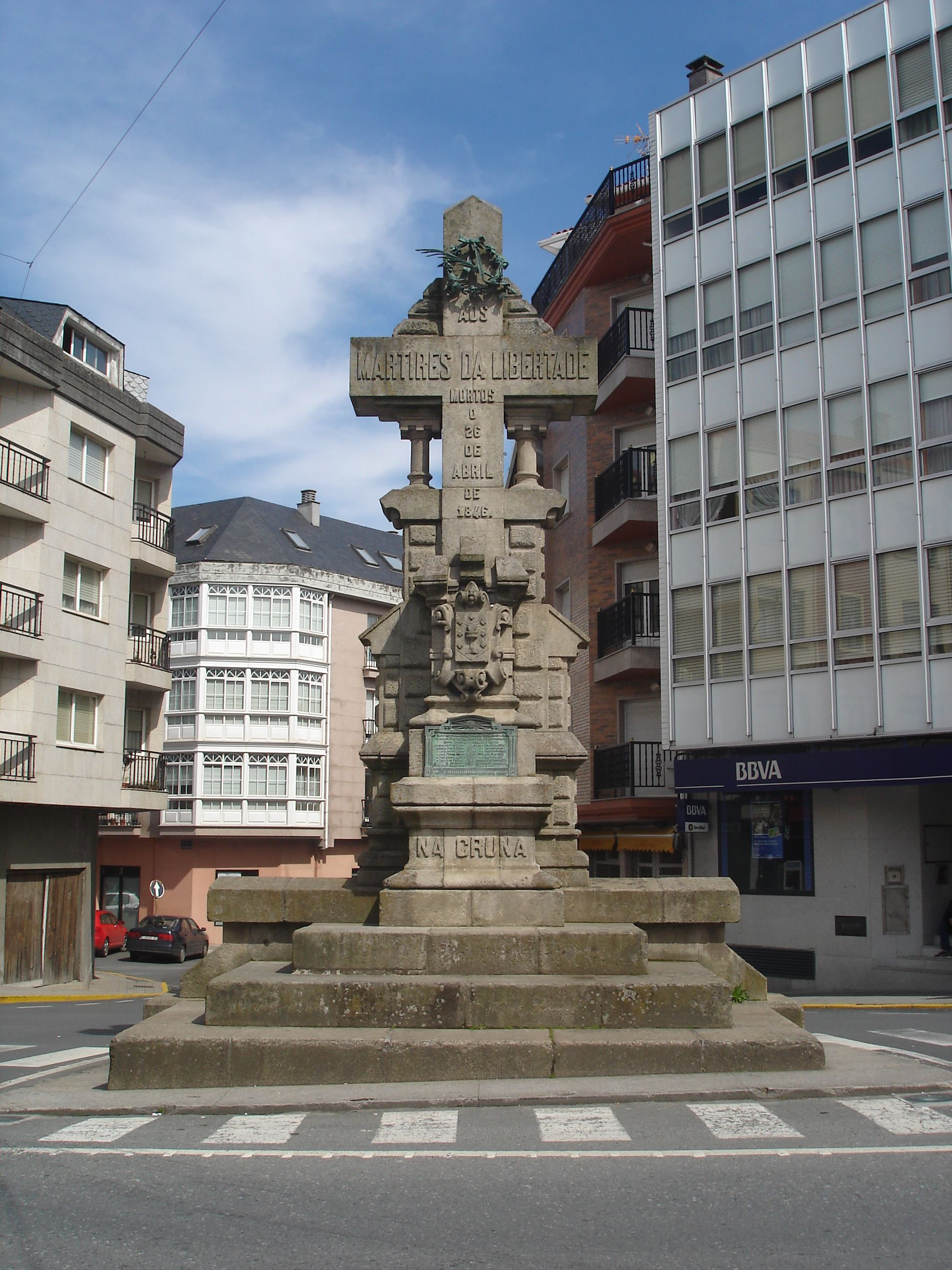
Monument als Màrtirs de Carral, inaugurat en 1905, obra de Juan Álvarez Mendoza. L'aixecament de Solís contra Ramón Narváez suposa una fita per al regionalisme i el nacionalisme gallecs.

Aquest període es va estendre aproximadament entre 1875 i 1907. En aquest període es va donar una reestructuració cultural i ideològica, en la qual sectors tradicionalistes i conservadors van adoptar les idees galleguistes. El seu esdeveniment destacat va ser la fundació de l'Associació Regionalista Gallega, i va tenir com capdavanters principals a Manuel Murguía i Alfredo Brañas. Remata amb la fundació de la Real Academia Galega i el pas a les Irmandades da Fala.

### Naixement
L'ideari galleguista que havia sorgit amb el provincialisme, es va desenvolupar amb el regionalisme recollit en el segle XX per les Irmandades da Fala, associació de caràcter sociocultural fundada en 1916 i per la qual van passar galleguistes com Antón Villar Ponte, Vicente Risco i Ramón Cabanillas. El començament del nacionalisme gallec pròpiament dit es produeix a l'assemblea que les Irmandades celebren a Lugo el 1918, en la qual es manifesta:
| « | Tenint Galícia totes les característiques essencials de nacionalitat, nosaltres ens nomenem, d'avui per a sempre, nacionalistes gallecs, ja que la paraula regionalisme no recull totes les aspiracions ni tanca tota la intensitat dels nostres problemes. | » |

En aquesta I Assemblea es conclou reivindicar una autonomia total per a Galícia, cap a una federació de nacions de la península; la cooficialitat del gallec i del castellà a Galícia i un lloc per a Galícia a la Societat de Nacions.

### Evolució

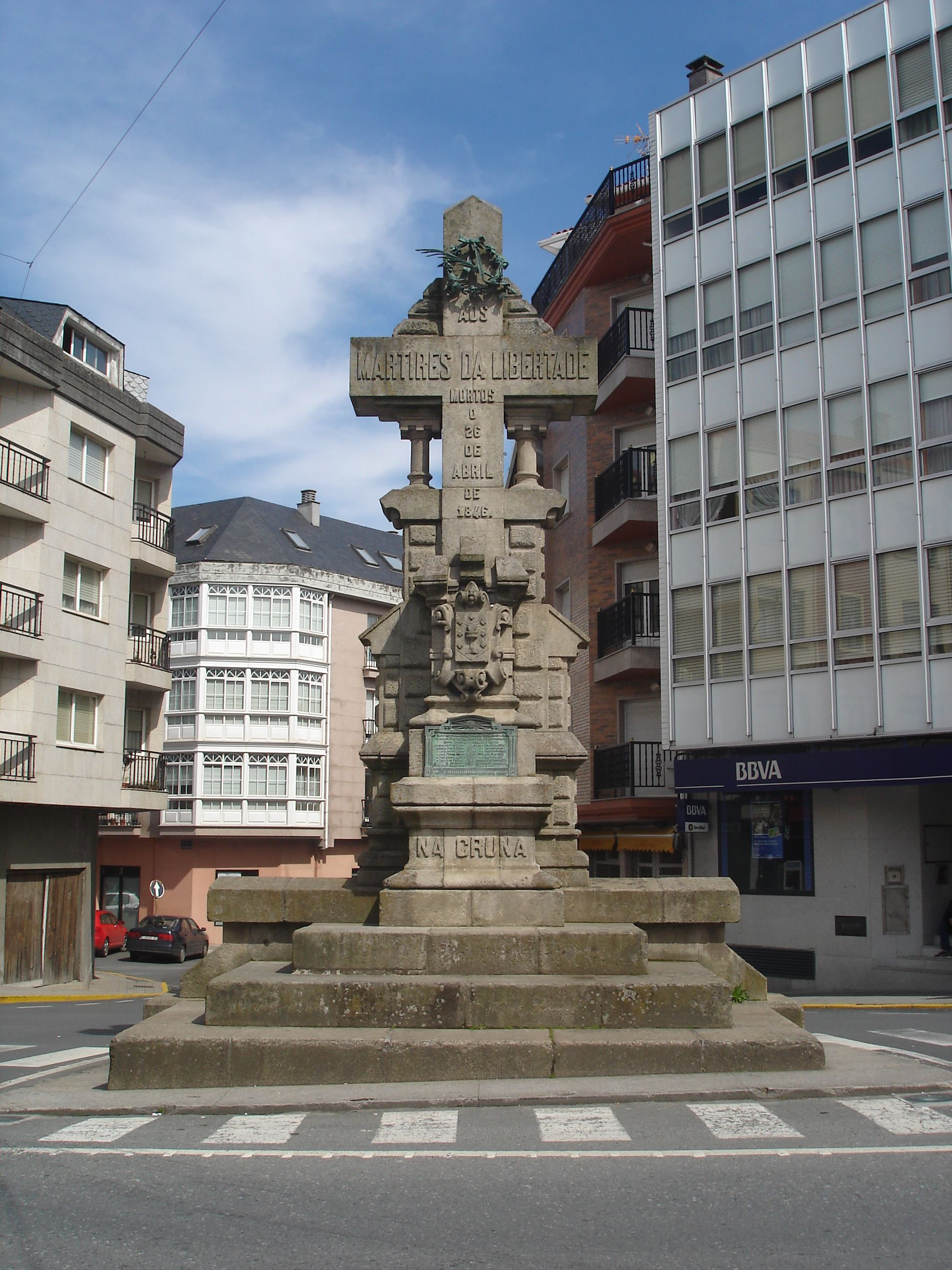
Monument als Màrtirs de Carral, inaugurat en 1905, obra de Juan Álvarez Mendoza. L'aixecament de Solís contra Ramón Narváez suposa una fita per al regionalisme i el nacionalisme gallecs.

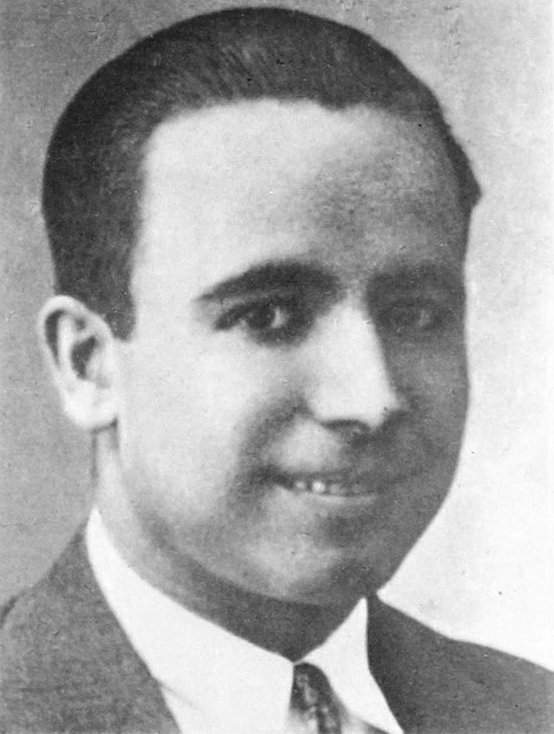
Alexandre Bóveda, nacionalista gallec afusellat el 17 d'agost de 1936 després d'un judici sumari.

El 1922 es va celebrar en Monforte de Lemos una altra Assemblea de les Irmandades da Fala. Allí es van manifestar les diferències entre els dos corrents dins de l'organització: la que propugnava més participació en la política i la que defensava continuar en la línia cultural. Decantant-se a favor de la segona, es va iniciar una etapa de caràcter cultural en la qual va tenir molta importància el Grup Nós. Es va fundar en aquesta època el Seminari d'Estudis Gallecs. La dictadura de Miguel Primo de Rivera va suposar una aturada de sis anys en l'activitat política dels grups galleguistes.
El 1929 va néixer l'ORGA de Santiago Casares Quiroga, una organització gallega de tarannà autonomista, republicà i d'esquerres. Va ser la força impulsora del Pacte de Lestrove, el març de 1930, i de la creació de la Federació Republicana Gallega. Aquesta va arribar un important èxit electoral en les eleccions constituents de 1931, sent la força hegemónica a Galícia amb 15 diputats. Entre ells clars nacionalistes com Antón Villar Ponte, Suárez Picallo o el mateix Ramón Otero Pedrayo integrat a través del Partido Nazonalista Repubricán de Ourense, d'implantació orensana. El 1933 passaria a denominar-se Partit Republicà Gallec, el qual acabaria en l'esfera d'Izquierda Republicana de Manuel Azaña el 1934.
El 1931 va néixer el Partit Galleguista, en realitat unió de diversos grups nacionalistes tant d'esquerres com de dretes, que va fer seu el programa de les Irmandades. Va estar liderat per Castelao i Alexandre Bóveda. El PG va tenir un èxit notable: en quatre anys va passar de 700 a 6.000 afiliats, de tenir 30 grups locals a 150, i de 54.000 a 300.000 vots. El seu objectiu final era la creació d'una república federal amb un estat gallec federat. No obstant això, la seva meta immediata va ser la consecució d'un Estatut d'Autonomia per a Galícia.
El PG, en principi un partit aglutinant, hagué d'aliar-se amb el Front Popular, a causa de la postura antiautonomista dels grups de la dreta espanyola. Aquest fet va provocar dues escissions: Dereita Galeguista de Pontevedra (Xosé Filgueira) i Dereita Galeguista d'Ourense (Vicente Risco), que després formarien Dereita Galeguista. Aquestes escissions van ser molt criticades per Castelao.
Amb el triomf del Front Popular a les eleccions de 1936, es va celebrar el 28 de juny un referèndum sobre l'estatut d'autonomia. Va votar el 74,52% de la població i un 99,05% dels votants es va pronunciar afirmativament. Després d'això, va viatjar a Madrid una comissió de diputats de Galícia per a presentar a les Corts l'estatut. No obstant això, la revolta militar del 18 de juliol i la caiguda en mans dels revoltats de Galícia va fer inviable l'aplicació d'aquest estatut.
Durant la dictadura franquista tot el moviment relacionat amb el nacionalisme i la llengua gallega fou durament reprimit. Dirigents nacionalistes com Alexandre Bóveda, Arturo Noguerol o Ánxel Casal (alcalde de Santiago de Compostel·la) foren afusellats durant la Guerra Civil.
El 1963 va néixer el Partit Socialista Gallec (PSG), promogut per Ramón Piñeiro, que mai hi militaria. El PSG es limitava a l'activitat cultural i de formació dels seus membres per a evitar atreure sobre si l'atenció de la repressió franquista. El seu cap, Xosé Manuel Beiras, en la seva obra O atraso económico de Galicia, va realitzar una diagnosi de l'economia gallega com la d'una nació perifèrica que sofria un neocolonialisme socioeconòmic causa del seu subdesenvolupament. Aquesta obra tindria una gran difusió entre la joventut universitària.
El 1963, també es va fundar la Unión do Povo Galego, inicialment un front nacionalista, que en 1966 es va transformar en partit, prenent una orientació comunista. Pretenia trencar amb el culturalisme que s'havia refugiat el galleguisme durant la dictadura franquista. Tenia les seves arrels ideològiques en el marxisme-leninisme, analitzava la societat gallega considerant-la una nació proletària en el context internacional, vinculant-se als moviments d'alliberament nacional del tercer món. Proclamava obertament el dret a l'autodeterminació i la concepció política d'una Galícia sobirana (poder popular) ama de les seves destinacions, però sense reivindicar el separatisme. En coherència amb aquests plantejaments, va passar a l'acció social directa buscant arrelar el nacionalisme a través de conflictes socials i l'agitació. Buscava, així, aguditzar les contradiccions de la dictadura i del capitalisme que, segons entenien, a Galícia tenia un semblant nítidament colonial. La primera posada en escena van ser els terços d'assalt en Castrelo de Miño. El 1971 es van crear els Comités de Axuda á Loita Labrega (antecedent de les Comisións Labregas), i el 1973 l'associació estudiantil Estudiants Revolucionaris Gallecs.

### La Transició
Amb l'arribada de la democràcia, entre els galleguistas s'intenta ressuscitar el galleguisme de centre. En 1975 van aparèixer Unió Democràtica i Esquerra Democràtica, que es van agrupar en el Partit Popular Gallec. D'inspiració europeista i democristiana, va aglutinar a un grup de notables que va patir la pressió dels reformistes del règim i va acabar sent un viver de polítics per a les potents forces estatals que s'estaven configurant i que protagonitzarien la transició.
El cas paradigmàtic seria Xerardo Fernández Albor, captat per Manuel Fraga Iribarne per a assajar una Aliança Popular de caràcter regionalista. Notables del mateix règim van fundar el Partit Gallec Independent, però van sucumbir a l'oferta de Adolfo Suárez de participar en la direcció de la UCD gallega per a donar-li una orientació autonomista i arrelament en el país. Quan UCD passa de coalició a partit es dissoldrien en ella els partits galleguistes de José Luis Meilán Gil i Eulogio Gómez Franqueira.
El 1975 es crea la Asemblea Nacional-Popular Galega, una organització de masses i assembleària amb vocació d'integrar partits i persones sense militància buscant la implantació social del nacionalisme d'esquerres. Amb una estratègia d'agitació social i una estètica revolucionària, la societat gallega de petits camperols i classes mitjanes va ser impermeable a l'oferta, que va acabar teledirigida per la UPG. Aquesta treballava ja en la constitució del Bloc Nacional Popular Gallec per a concórrer a les primeres cites electorals. El 1978 es va fundar de nou el Partit Galleguista.
En el centreesquerra va aparèixer el Partit Gallec Social-Demòcrata (PGSD) en 1974, al que fa falta sumar el Partit Socialista Gallec citat anteriorment. L'esquerra nacionalista seguia estant representada principalment per UPG. El 1976, a proposta de la UPG, es va crear el Consello de Forzas Políticas Galegas, del que formaven part la mateixa UPG, PSG, PGSD, els carlins i el Moviment Comunista de Galícia. En les primeres eleccions del posfranquisme, l'any 1979, el nacionalisme es presentà fragmentat i amb posicions rupturistes que espanten a l'electorat més moderat en un moment de gran incertesa política. Va arribar més del 10 per cent dels vots, sent les forces més votades el Bloc Nacional Popular Gallec amb el 5,86 per cent i la coalició Unidade Galega (Partit Galleguista, Partit Socialista Gallec, Partido Obreiro Galego) amb el 5,54%. Així doncs, el nacionalisme gallec es va quedar fora de les Corts Generals espanyoles i quedava en posicions de marginalitat en el procés de reforma democràtica així com dels ressorts institucionals imprescindibles per al seu creixement.

### Autonomia
Galícia va obtenir el seu Estatut d'Autonomia el 6 d'abril de 1981, quedant definida com a nacionalitat històrica, al nivell de Catalunya i País Basc. El nacionalisme s'havia automarginat del procés estatutari per entendre'l insuficient, encara que el Partido Obreiro Galego de Camilo Nogueira (una escissió de la UPG), i el Partit Galleguista van treballar en el consensuat Estatut dels Setze, que les adreces polítiques centrals de les forces estatals acabarien retallant.
En les eleccions al Parlament de Galícia de 1981, el nacionalisme gallec torna a presentar-se dividit. El Bloc Nacional Popular Galego en coalició amb el PSG, ja sense Beiras, obté 3 escons i el 6 per cent dels vots. Això va ser considerat un èxit donada l'absència d'instruments institucionals i comunicatius. A més el nacionalisme radical havia consolidat una divisió crònica amb forces antisistema i independentistes com Galicia Ceibe-OLN. Alguns grupuscles havien optat per la lluita armada seguint el deixant que havia marcat l'assassinat de Moncho Reboiras per la policia franquista. En aquest context l'esforç de participació pacífica i institucional del BNPG-PSG es veuria truncat per l'expulsió dels seus diputats al negar-se aquests a jurar la Constitució. El Partit Galleguista amb el 4 per cent dels vots no obtenia representació. D'aquesta manera, l'única força que quedava activa en el Parlament autonòmic va anar en aquesta primera legislatura Esquerda Galega, hereva del Partit Obreiro Galego. El seu únic diputat seria Camilo Nogueira, amb el 4 per cent dels vots.
Aquesta força mostraria una tendència a créixer contrastada en posteriors comicis d'àmbit divers. Les contradiccions d'UCD en el procés estatutari, donaven pas a una Aliança Popular amb una retòrica galleguista molt marcada que va aparèixer victoriosa posant de manifest, segons la majoria dels analistes, que s'obria un espai per al nacionalisme de centre. El primer intent ja ho havia protagonitzat Unidade Galega, que integrava al Partit Galleguista i altres forces més a l'esquerra de perfil moderat i que havia obtingut un suport important en les ciutats gallegues en les primeres eleccions municipals, arribant a aconseguir l'ajuntament de la Corunya. Però les tensions ideològiques internes van acabar amb la coalició.

El Bloc Nacionalista Gallec és el partit polític nacionalista gallec més votat

A les eleccions al Parlament de Galícia de 1985, Coalició Gallega s'estrenava brillantment amb el 13 per cent dels vots i 11 escons, frenava el creixement d'Aliança Popular malgrat el perfil autonomista d'aquesta i es convertia en clau. No obstant això els seus diputats es van veure temptats per les forces estatals i van caure en divisions i subdivisions fins a acceptar el desembarcament del líder real d'Aliança Popular a Galícia Xosé Luis Barreiro Rivas, després del seu intent d'enderrocar des de dintre de la Xunta de Galícia a Xerardo Fernández Albor. Desallotjat Albor de la presidència mitjançant una moció de censura, naixeria un govern autonòmic tripartit amb dos partits nacionalistes en el poder: Coalició Gallega (ara en mans de Barreiro Rivas) i el Partit Nacionalista Gallec ineficaçment dirigit per Pablo González Mariñas que paradoxalment havia estat el candidat del Coalició Gallega a la Presidència. La presidència de la Junta va ser per al PSdeG, en un moment que aquesta partit propiciava la reconversió industrial, les quotes làcties, les retallades de la flota pesquera o el recurs d'inconstitucionalitat contra la llei de normalització lingüística aprovada per unanimitat en el Parlament de Galícia.
Aquestes contradiccions van ser castigades electoralment en els comicis autonòmics: Manuel Fraga Iribarne s'emparava del Govern de Galícia en coalició amb una força nacionalista moderada, Centristes de Galícia, una escissió per la dreta de Coalició Gallega. El líder d'aquest partit, Victorino Núñez passaria a ser el president del Parlament de Galícia En aquests comicis el Bloc Nacionalista Gallec, ja clarament procliu al treball institucional, iniciava una carrera ascendent, ocupant espais de centre-esquerra de la mà de Beiras. El nacionalisme havia perdut deu anys d'història en la seva automarginació en la transició i el procés estatutari, però acabaria sent la tercera força política de Galícia i una alternativa als repetits mandats de Garrotxa. Les restes menys ideologitzades d'una moribunda Coalició Gallega assajarien candidatures en comicis locals amb discret èxit (Converxencia Democràtica Galega amb 137 regidors en les eleccions municipals de 1991) o nul (Democracia Galega, amb 36 regidories en les de 1999). El Partit Nacionalista Gallec s'integraria en el BNG.

## Actualitat

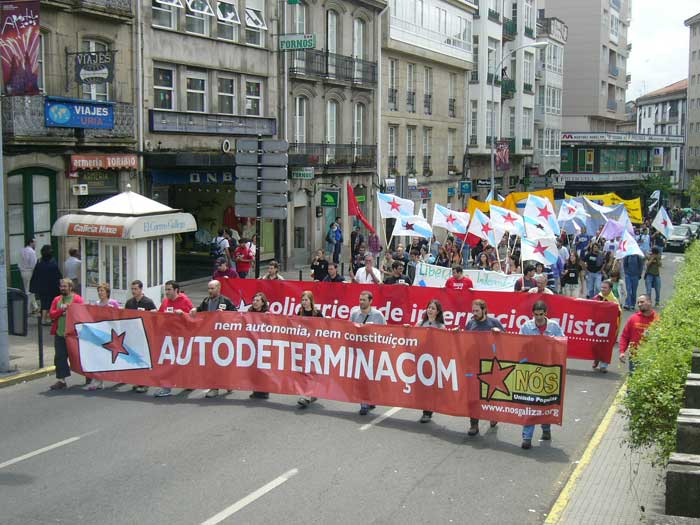
Manifestació independentista el dia de la pàtria gallega de 2005

L'únic partit actual amb presència en el Parlament de Galícia que es defineix com nacionalista és el Bloc Nacionalista Gallec, posicionat en una esquerra moderada, amb Anxo Quintana al capdavant. Aquest va conèixer un considerable augment dels vots en els anys recents, arribant fins i tot a ser, amb Xosé Manuel Beiras, la segona força política de Galícia, per davant del Partit dels Socialistes de Galícia-PSOE. Va arribar el seu sostre electoral en les eleccions autonòmiques de 1997 en les quals va obtenir més de 395.000 vots i un percentatge del 25%, amb 18 diputats. Fins i tot va arribar, després dels comicis municipals de 1999, a comptar amb els ajuntaments de ciutats com Vigo, Pontevedra i Ferrol. Va contar a més amb un eurodiputat, tres parlamentaris en el congrés i un senador de designació autonòmica. Va conèixer, no obstant això, un descens de vots en les eleccions gallegues del 2005, passant a ser la tercera força política. En l'opció de centre es presenten Terra Galega i l'acabat de refundar Partit Galleguista, que encara no s'ha presentat a les eleccions; i en la línia independentista els partits amb més força són Frente Popular Galega i Nós-Unidade Popular.
El nacionalisme gallec ha experimentat un notable creixement en els anys recents, passant el vot nacionalista d'un 9% a més d'un 13%. Van aparèixer moltes organitzacions juvenils que donen suport a l'independentisme gallec, i, a pesar de ser molt nombroses, manquen d'èxit i poder polític real. Entre aquestes, a més forta és Fronte Popular Galega. Per la seva banda, Nós-Unidade Popular ha organitzat campanyes per a la retirada de simbologia del règim franquista que encara queda a Galícia.
El nacionalisme gallec va aconseguir una fita històrica després de les eleccions autonòmiques del 2005. Per primera vegada, a pesar d'haver experimentat un descens dels vots, un partit nacionalista gallec, el BNG, va assolir formar part del govern, ocupant el seu dirigent Anxo Quintana el càrrec de Vicepresident de la Xunta de Galícia. En aquesta legislatura s'han aprovat importants projectes per al galleguisme, com són la creació d'una xarxa de galescoles o la completa reactivació de la selecció gallega de futbol. Amb la reforma de l'Estatut d'Autonomia, els nacionalistes intenten introduir en l'estatut un esment a Galícia com nació. El PSdeG va advocar per la introducció del terme "nazón de Breogán". Tanmateix és difícil que sigui inclòs a causa del desig del president Emilio Pérez Touriño d'aconseguir el consens amb el PP.

## Partits polítics i organitzacions nacionalistes
- Bloc Nacionalista Gallec: partit socialdemòcrata, avui dia l'única força que es diu nacionalista gallega amb presència en el Parlament de Galícia, on té 19 escons. Compte amb uns 12.000 militants. Va ser fundat el 26 de setembre de 1982 amb la unió de diverses forces polítiques nacionalistes d'esquerres. El seu candidat a la presidència de Galícia és actualment Anxo Quintana. Dintre d'ell conviuen diversos partits i col·lectius: 
  - Colectivo Socialista: organització política socialista. Compte amb al voltant de 150 militants (2002). Els seus dirigents són Mario López Rico i Francisco Trigo Durán;
  - Esquerda Nacionalista: compta amb al voltant de 600 militants. Proposava la independència de Galícia i la reintegració gradual del gallec en el portuguès. El seu Secretari Nacional és Alberte Julio Rodríguez Feixoo i el seu President Antonio Fernández Hueca;
  - Inzar: col·lectiu procedent de la unificació del Moviment Comunista de Galícia i de la Lliga Comunista Revolucionaria de Galícia. Té 234 militants (2002);
  - Partit Nacionalista Gallec-Partit Galleguista: partit centrista-liberal, procedent de la descomposició de Coalició Gallega. Tenia 132 militants en 2002. Xosé Henrique Rodríguez Peña va ser el seu Secretari General fins a la seva mort a l'agost de 2006;
  - Unidade Galega: es va integrar en el BNG en 1994 i en 2003 s'autodissol com a partit polític, convertint-se en un corrent d'opinió;
  - Unión do Povo Galego: partit autodefinit com a "comunista patriòtic, perquè assumeix la lluita d'alliberament nacional". Té 1.300 militants i el seu portaveu des de 1965 és Terra e Tempo. El seu president des de 1977 és Bautista Álvarez i el seu secretari general Francisco Rodríguez Sánchez. Està integrat en el BNG;
- Partit Galleguista: partit de centre que s'autodefeix com a hereu del Partit Galleguista de 1931 constituït en l'any 2004 amb Manuel Soto com a secretari general i Xabier González com a president. S'autodefinen com l'opció política galleguista i dels galleguistes, és a dir: nacionalista, democràtica, liberal i europeista;
- Fronte Popular Galega: organització situada ideològicament en el socialisme i en l'independentisme. Format en 1987 pel PCLN i Galiza Ceive-OLN juntament amb altres organitzacions menors de caràcter local com els Col·lectius Nacionalistes de Trasancos i Vigo, Grupos Independentistas Galegos de Santiago de Compostel·la i el col·lectiu Iskeiro de Ferrol. La seva acció política es guia pels principis de: independència nacional, socialisme, anticolonialisme, democràcia popular, antiimperialisme, solidaritat internacionalista i auto-organització. Les seves figures més destacades són Xosé Luís Méndez Ferrín i Mariano Abalo (portaveu nacional);
- Nós-Unidade Popular: es posiciona en els paràmetres de l'esquerra independentista, revolucionària, antipatriarcal i defensora del gallec com a llengua nacional de la Galícia, defensant la unitat lingüística gallec-portuguesa (reintegracionisme). El líder és Carlos Morais; 
  - Primeira Linha: organització comunista integrada en el Movimento de Libertaçom Nacional Galego. Dona suport la independència de Galícia, considerant aquesta com l'actual Comunitat Autònoma de Galícia més la Terres del Eo-Navia, la Vall del Íbias i les comarques del Bierzo i Sanabria;
  - Assembleia da Mocidade Independentista;
- Terra Galega: coalició de centre nacionalista que es va formar el 4 de novembre de 2005. La formen el Centre Democràtic Independent (CDI), Iniciativa Galega, Coalició Gallega, Unidade por Narón i algunes altres petites forces locals que sumen 4 alcaldes i 64 regidors en 32 ajuntaments gallecs;
- Identidade Galega: Partit identitari gallegista. Algunes de les seves postures ideologiques poden ser considerades com d'extrema dreta. Encara que defensa la identitat i la cultura i les tradicions gallegues, IDEGA no és independentista. Els seus resultats electorals són marginals.